# Księżycowy świat
Księżycowy świat (wł. Il mondo della luna) – opera komiczna Josepha Haydna, w trzech aktach, do której libretto napisał Carlo Goldoni (a opracował prawdopodobnie sam kompozytor). Jej prapremiera miała miejsce na zamku Esterháza 3 sierpnia 1777 roku, a premiera polska odbyła się w Warszawie w 1973 roku.

## Osoby
- Buonafede, bogaty mieszczanin – bas
- Clarice i Flaminia, jego córki – soprany
- Ecclitico, fałszywy astrolog – tenor
- Ernesto, młody szlachcic – baryton
- Cecco, jego służący – tenor
- Lizetta, pokojówka – sopran
- służba, przebrany orszak cesarza księżyca[1].

## Treść
Akcja rozgrywa się w Wenecji ok. 1750 r.
Młodzieniec Ecclitico kocha się w córce bogatego acz naiwnego mieszczanina Buonafede. Ojciec panny nie chce jednak słyszeć o jej ożenku, dlatego wspomniany adorator postanawia zainscenizować z pomocą przyjaciół podróż Buonafedego na księżyc. Łatwowierny mieszczuch po spożyciu czarodziejskiego napoju, będącego środkiem nasennym, daje się przekonać władcy Księżyca by wydać za mąż obie córki....